# Irlanda ai XVI Giochi olimpici invernali
L'Irlanda partecipò ai XVI Giochi olimpici invernali, svoltisi ad Albertville, Francia, dall'8 al 23 febbraio 1992, con una delegazione di 4 atleti impegnati in una disciplina.